# Ilarion Pușcariu
Ilarion Pușcariu (pe numele de mirean Bucur Pușcariu; n. 5 septembrie 1842, Sohodolul Branului, Brașov – d. 26 august/8 septembrie 1922, Sibiu) a fost un pedagog și istoric român, membru de onoare al Academiei Române.

## Date biografice
Își face studiile gimnaziale la Brașov (1855-1859) și Sibiu (1860-1864), urmând paralel și cursurile Institutului teologic din Sibiu (1861-1864), continuând la Universitatea din Viena (1864-1869), unde a obținut doctoratul în Filosofie (1869). Secretar al Arhiepiscopiei Sibiului, diacon necăsătorit (1869) și preot (1870); profesor de Studii biblice, Istorie bisericească, Morală și Limba Română la Institutul teologic-pedagogic din Sibiu (1870-1878), tuns în monahism la Hodoș-Bodrog (1874), cu numele Ilarion hirotesit protosinghel (1874) și arhimandrit (1886); asesor (consilier) arhiepiscopesc (1878-1889), apoi vicar al Arhiepiscopiei Sibiului (1889 - 1922), hirotonit arhiereu la 16 oct. 1921; președinte al despărțământului Sibiu al Astrei (1877-1889), apoi vicepreședinte al Astrei (1889-1901), membru de onoare al Academiei Române (1916). A publicat manuale școlare, lucrări de istorie laică și bisericească; a editat documente, a colaborat la o serie de periodice românești din Transilvania (mai ales la „Telegraful Român”, cartea „Foișoară” a redactat-o în anul (1876-1877) și a colaborat la Enciclopedia Română (3 vol., Sibiu, 1898 - 1904).

## Lucrări
- Gramatica românească, metodica folosită în institutele pedagogice
- Isagogia cu o mapă a Palestinei
- Principii din pedagogie
- Manual de istoria bisericii pentru școalele medii
- Istoria mică bisericească pentru școalele poporale
- Istoria biblică ilustrată pentru școalele medii
- Istoria biblică mică pentru școalele poporale
- Documente pentru limbă și istorie
- Mitropolia Românilor ortodoxi din Ungaria și Transilvania
- Istoricul Catedralei (în colaborarea cu episcopul Dr. Miron E. Cristea și asesorul Matei Voileanu)